# أنتوني باوتشر
أنتوني باوتشر (بالإنجليزية: Anthony Boucher)‏ (21 أغسطس 1911 في أوكلاند، كاليفورنيا - 29 أبريل 1968 في أوكلاند، كاليفورنيا) كاتب، وروائي، وناقد أدبي، وصحفي، وكاتب خيال علمي من الولايات المتحدة.

## الجوائز
- جائزة إدغار

## روابط خارجية
- أنتوني باوتشر على موقع IMDb (الإنجليزية)
- أنتوني باوتشر على موقع الموسوعة البريطانية (الإنجليزية)
- أنتوني باوتشر على موقع ميوزك برينز (الإنجليزية)